# 헤비 디
헤비 디(Heavy D, 1967년 5월 24일 ~ 2011년 11월 8일)는 미국의 가수이자 배우이다. 자메이카 출신으로 본명은 드와이트 애링턴 마이어스(Dwight Arrington Myers)이다.

## 출연 작품
- 사이더 하우스
- 타워 하이스트 - 법원 경비 역
- H4